# Hervey Allen
Hervey William Allen (ur. 8 grudnia 1889 r. w Pittsburghu, zm. 28 grudnia 1949 r. w Coconut Grove) – amerykański pisarz.

## Życiorys
Urodził się jako William Hervey Allen Jr. w Pittsburghu (Pensylwania), jako syn wynalazcy i spekulanta Williama Herveya Allena seniora oraz Helen Eby Myers. Allen wychowywał się w środowisku klasy średniej, o której rzadko pisał lub mówił. Podziwiał swojego dziadka ze strony ojca, inżyniera i pioniera, ale był głęboko krytyczny wobec niepraktycznych planów ojca, które doprowadziły rodzinę na skraj bankructwa. Miał również ambiwalentny stosunek do przemysłowego, miejskiego Pittsburgha i już jako młody człowiek lubił rodzinne wycieczki i indywidualne wycieczki na wieś.
Allen rozpoczął naukę w college’u w Annapolis, ale doznał tam kilku kontuzji sportowych, z których nigdy w pełni nie wyzdrowiał; ostatecznie przeniósł się na University of Pittsburgh, gdzie w 1915 r. uzyskał tytuł licencjata z ekonomii. Nie mając żadnych praktycznych celów zawodowych w tej dziedzinie, zamiast tego starał się ulżyć swojemu młodzieńczemu niezdecydowaniu poprzez poezję i zainteresowanie politycznym progresywizmem. Wysiłki prezydenta Woodrowa Wilsona, by ukształtować rewolucję meksykańską tak, aby pasowała do konstytucyjnego wzorca, wywarły na Allenie wrażenie, który dołączył do jednostki Gwardii Narodowej Pensylwanii, która została wysłana do El Paso w 1916 r. Trzy miesiące po powrocie z Meksyku, w styczniu 1917 r. Stany Zjednoczone wypowiedziały wojnę Niemcom. Allen został wówczas wezwany do czynnej służby, otrzymał stopień porucznika i wyekspediowany do Francji. Przeżycia wojenne Allena kształtowały jego wizję literacką przez trzy dekady.

## Twórczość
Jego najbardziej znanym utworem jest Anthony Adverse (1933, przekł. polski Alicji Strasmanowej 1939).